# Sipoteni
Sipoteni è un comune della Moldavia situato nel distretto di Călărași di 7.383 abitanti al censimento del 2004.

## Località
Il comune è formato dall'insieme delle seguenti località (popolazione 2004):
- Sipoteni (7.370 abitanti)
- Podul Lung (13 abitanti)